# 镇里堌乡
镇里堌乡，是中华人民共和国河南省商丘市虞城县下辖的一个乡镇级行政单位。

## 行政区划
镇里堌乡下辖以下地区：
常洼村、丁楼村、枣子营村、汪场村、张马庄村、丁马庄村、镇一村、镇北村、张三楼村、郑楼村、贺楼村、靳庄村、张双楼村、刘屯村和张屯村。